# Loitz (Familie)

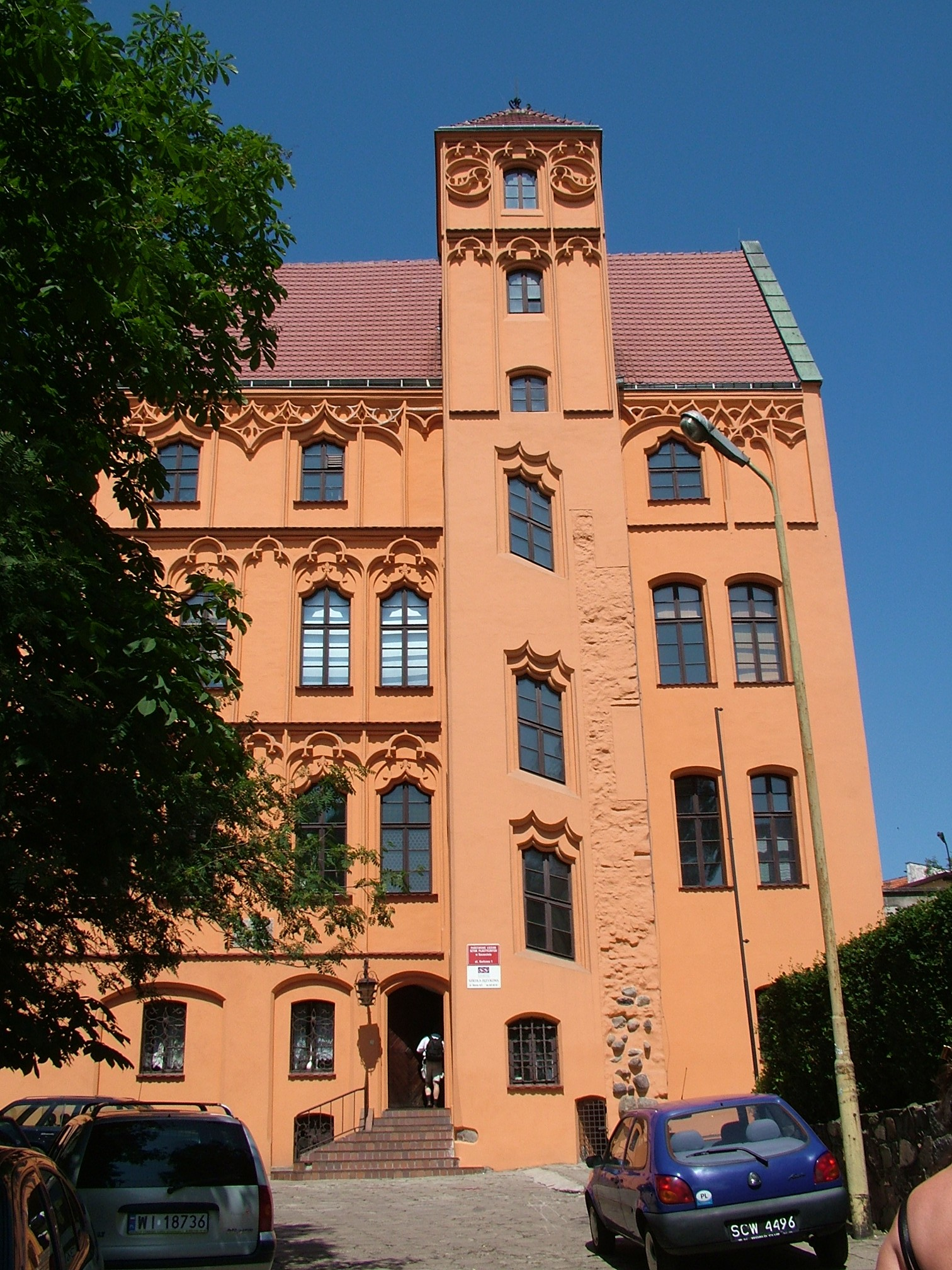
Der gotische Loitzenhof in Stettin

Die Stettiner Familie der Loitz (alte Bezeichnung Loytz oder Loytze) war eine ursprünglich aus Greifswald stammende Dynastie von Kaufleuten. Sie begannen als Fischhändler und versuchten den Salzhandel in Mitteleuropa zu beherrschen. Zeitweise wegen ihres Reichtums als Fugger des Nordens bezeichnet, riss ihr Konkurs als Bankhaus zahlreiche Bürger und Adlige Pommerns in den Ruin. Ihr Stammsitz war in Stettin im Loitzenhaus unterhalb des Schlosses.

## Hans Loitz I.
Im Jahre 1433 zog Hans Loitz I. nach Stettin, um dort als Fischhändler sein Glück zu versuchen. Ursprünglich stammte er aus einer Greifswalder Gelehrten- und Pfarrersfamilie.

## Michael Loitz I.
Der Sohn Michael Loitz der Erste heiratete in Stettin eine vermögende Witwe und wurde im Jahre 1484 Ratsherr und Bürgermeister der Stadt. Er brachte es zu beträchtlichem Vermögen, welches vor allem seiner Beteiligung an der Witte in Falsterbo entsprang.
Michael I. starb im Jahre 1494 als einer der reichsten Bürger Stettins.

## Hans Loitz II.
Der Sohn von Michael, Hans Loitz der Zweite, wurde ebenfalls Bürgermeister von Stettin. Er war verheiratet mit Anna Glienicke aus Neubrandenburg.
Er war es auch, der die Geschäfte der Loitz international ausweitete. Da Fischhändler große Mengen Salz für die Haltbarmachung der Heringe benötigten, erweiterte er das Geschäft um den Salzhandel.
Hans II. knüpfte vielfältige Kontakte zu Händlern in Schweden, Siebenbürgen, Frankreich und weiteren Ländern in Mitteleuropa.
Ihm gelang die Entwicklung des Stettiner Unternehmens zu einem Konzern mit angeschlossenem Bankhaus. Schuldner waren unter anderem Pommersche Herzöge, der Brandenburgische Kurfürst Joachim II. und der polnische König.
Viel Profit machte das Loitzer Bankhaus mit der Finanzierung von Kriegen. So stellten sie während des Livländischen Krieges in Danzig für Polen eine Flotte von Freibeuterschiffen auf. Diese war überwiegend mit pommerschen Seeleuten besetzt.

## Simon Loitz und seine Brüder
Die Söhne von Hans II. erweiterten systematisch das Tätigkeitsfeld der Loitzer.
Der erste Sohn, Simon Loitz, leitete das Unternehmen in Stettin.
Der zweite Sohn, Michael II., geboren 1501 in Stettin und 1561 in Danzig verstorben, wurde 1528 nach Danzig mit Cordula Feldstedt verheiratet, um die geschäftlichen Beziehungen dorthin zu verbessern. Seine Frau war die 1507 in Danzig geborene Urenkelin von Lukas Watzenrode dem  Älteren, dem Großvater von Nikolaus Kopernikus. Aus der Ehe gingen 8 Kinder hervor, darunter Johannes Loitz, Koadjutor und Nachfolger von Nikolaus Kopernikus im Domstift Ermland. Sie starb 1547 in Stettin.
Der dritte Sohn, Stephan Loitz, versuchte, das Lüneburger Salzgeschäft zu übernehmen, indem er eine der reichsten Lüneburger Salzwitwen heiratete.
Dennoch gelang es den Lüneburger Salzhändlern sich erfolgreich gegen den Stettiner zu wehren.
Somit wurde nun versucht, das Salzmonopol in Mitteleuropa zu übernehmen. Der Salzhandel auf der Oder und im Danziger Hafen wurde vollständig kontrolliert und bei Bedarf durch ein Kanonenboot im Hafen nachdrücklich verteidigt. Damit war der Salzhandel nach Polen und Preußen unter Loitzer Kontrolle. Auch der Handel mit pommerschem Getreide war ein großes Geschäft. Die Loitz exportierten es vor allem nach Westeuropa.

## Niedergang des Hauses Loitz
Dänemark änderte im Jahr 1567 die Art der Erhebung von Zöllen für den Transport durch die Belte und Sunde. Fortan wurde die Ladung der Schiffe besteuert. Dadurch stieg das Sundzollaufkommen auf das Dreifache an. Entsprechend erhöhten sich die Kosten für das Loitzer Imperium.
Weil die vom pommerschen Kanzler Jacob von Zitzewitz an Polen vermittelte Anleihe 1572 nicht zurückgezahlt wurde, geriet ein bedeutender Teil des pommerschen Adels in Schwierigkeiten. Zitzewitz, dessen Vermögen ebenfalls bei den Loitz angelegt war, nahm sich das Leben.
Als sich dann noch Stephan Batory, ab 1576 polnischer König, weigerte, die Schulden für seinen Vorgänger Sigismund II. August zu begleichen, wurden die Bargeldreserven des Loitzer Bankhauses knapper und viele Kreditgeber zogen ihre Gelder zurück.
Simon Loitz übertrug diverse Güter und Häuser auf Töchter und Witwen, um sie vor dem Zugriff durch die Gläubiger zu schützen. Er musste mitsamt seiner Familie Stettin verlassen und zog auf ein Gut in Polen.
Der nach einer Ansicht angeblich letzte Nachkomme der Loitz, Hans Loitz III., lebte später auf dem Gut Rundewiese bei Marienwerder. Er soll dort allerdings kein Kaufmann mehr, sondern preußischer Junker gewesen sein.
Nach anderer Ansicht war Hans III Loitz noch Fernkaufmann in Stettin. Erst sein Sohn Michael siedelte nach Danzig über. Dort war er Fernkaufmann, Starost und Schöppe. Hiernach führten unter anderem seine Söhne Johann V. Loitz bzw. Michael Loitz die Linie fort.
Die Loitz bekamen den Ruf der „Fugger des Nordens“, die vergeblich versuchten, das mitteleuropäische Salzmonopol an sich zu reißen. Mit ihrem Fall wurden viele Gläubiger, Fürsten, Gutsbesitzer und wohlhabende Stettiner ruiniert.

## Belletristik
Der historische Roman Das Handelshaus des Autors Axel S. Meyer basiert auf der Geschichte der Stettiner Unternehmerdynastie Loitz. Der Roman thematisiert mit zum Teil fiktiven Figuren unter anderem den Niedergang des Hauses Loitz im 16. Jahrhundert.